# Eddie Rickenbacker
Edward Vernon Rickenbacker, ameriški avtomobilistični dirkač, častnik, vojaški pilot in letalski as, * 8. oktober 1890, Columbus, Ohio, Združene države Amerike, † 27. julij 1973, Zürich, Švica.
Rickenbacker je bil najboljši ameriški letalski as prve svetovne vojne, ki je dosegel 26 zračnih zmag.

## Življenjepis
Najprej je postal znan kot avtomobilistični dirkač, štirikrat je nastopil na prvenstvu Indianapolis 500 za moštva Peugeot, Maxwell automobile in Prest-O-Lite. Ob vstopu ZDA v vojno leta 1917 je odšel v Evropo kot en od prvih ameriških vojakov in začel z urjenjem, vendar ga za pilota sprva niso želeli sprejeti zaradi pomanjkljive izobrazbe. Zato je bil poslan v center za usposabljanje pilotov v Issoudunu kot oficir inženirske enote, kjer se je naučil leteti v prostem času. Šele ko je dokazal svoje znanje in našel zamenjavo, so mu nadrejeni dovolili vstop med pilote.
Leteti je začel z Nieuportom 28, sprva neoboroženim. 29. aprila 1918 je zabeležil prvo zračno zmago in se do 28. maja istega leta vpisal med letalske ase s petimi sestreljenimi nasprotniki, za kar je prejel francosko odlikovanje Croix de guerre. Po prekinitvi zaradi bolezni je 24. septembra postal poveljnik svoje eskadrilje in do konca vojne skupno sestrelil 26 sovražnikovih plovil, ameriški rekord, ki ga je držal do začetka druge svetovne vojne. Večino zmag je dosegel proti nemškim lovcem (od tega 13 Fokkerjev D.VII) in močno zastraženim izvidniškim balonom.
Po vojni je napisal knjigo spominov in odšel na turnejo promocije vojnih obveznic. Iz vojske je bil odpuščen s činom stotnika. V tem času je bil najbolj znan ameriški letalec, dokler ga ni zasenčil Charles Lindbergh s poletom prek Atlantika. Svojo slavo in zveze je izkoristil za vstop v komercialno letalstvo. Sprva je delal za podjetje General Motors kot prodajni zastopnik, ob GM-ovem nakupu konglomerata North American Aviation pa je prevzel upravljanje njegovega zračnoprevoznega oddelka Eastern Air Transport. Ta je pod njegovim vodstvom postal Eastern Air Lines, eden glavnih letalskih prevoznikov v državi, in uvedel več pomembnih izboljšav v komercialnem letalstvu. Leta 1938 je podjetje odkupil od GM. V tem obdobju se je med drugim ukvarjal tudi z avtomobilizmom – ustanovil je podjetje Rickenbacker Motor Company, ki je proizvajalo istoimenski avtomobil, a po nekaj letih propadlo, in odkupil dirkališče Indianapolis Motor Speedway ter ga vodil do izbruha druge svetovne vojne.
Ameriška prizadevanja med drugo svetovno vojno je sprva podpiral kot civilist ter odšel na turnejo pregledovanja oporišč in promoviranja v javnosti. Oktobra 1942 je skoraj umrl, ko je odšel pregledovat oporišča v južnem Pacifiku in je njegovo letalo zašlo s poti ter zasilno pristalo na vodi, nakar je z ostalimi možmi preživel 24 dni praktično brez hrane in vode na reševalnem čolnu preden so jih rešili. Kasneje je bil med drugim odposlanik v Združeno kraljestvo in Sovjetsko zvezo, kjer je zbiral informacije.
Konec 1950. let je pričel Eastern Air Lines propadati, zato ga je upravni odbor prisilil k odstopu z mesta izvršnega direktorja. Po koncu kariere sta z ženo veliko potovala. Leta 1973 sta bila v Švici, kjer se je ona zdravila, ko je doživel možgansko kap in za tem kmalu staknil še pljučnico ter umrl v Zürichu 23. julija tega leta.

## Odlikovanja
- medalja časti
- Croix de Guerre